# 拉什福德村 (明尼蘇達州)
拉什福德村（英語：Rushford Village）是一個位於美國明尼蘇達州菲爾莫爾縣的城市。

## 歷史
拉什福德鎮區於1858年設立。期間鎮區內建立拉什福德及彼得森兩座城市。拉什福德鎮區於1885年升格為村。1973年，明尼蘇達州政府將所有村統稱為城市，拉什福德村於兩年後成為城市。

## 人口
根據2020年美國人口普查的數據，拉什福德村的面積為87.35平方千米，當中陸地面積為86.78平方千米，而水域面積為0.57平方千米。當地共有人口790人，而人口密度為每平方千米9人。